# Énergies renouvelables en Afrique

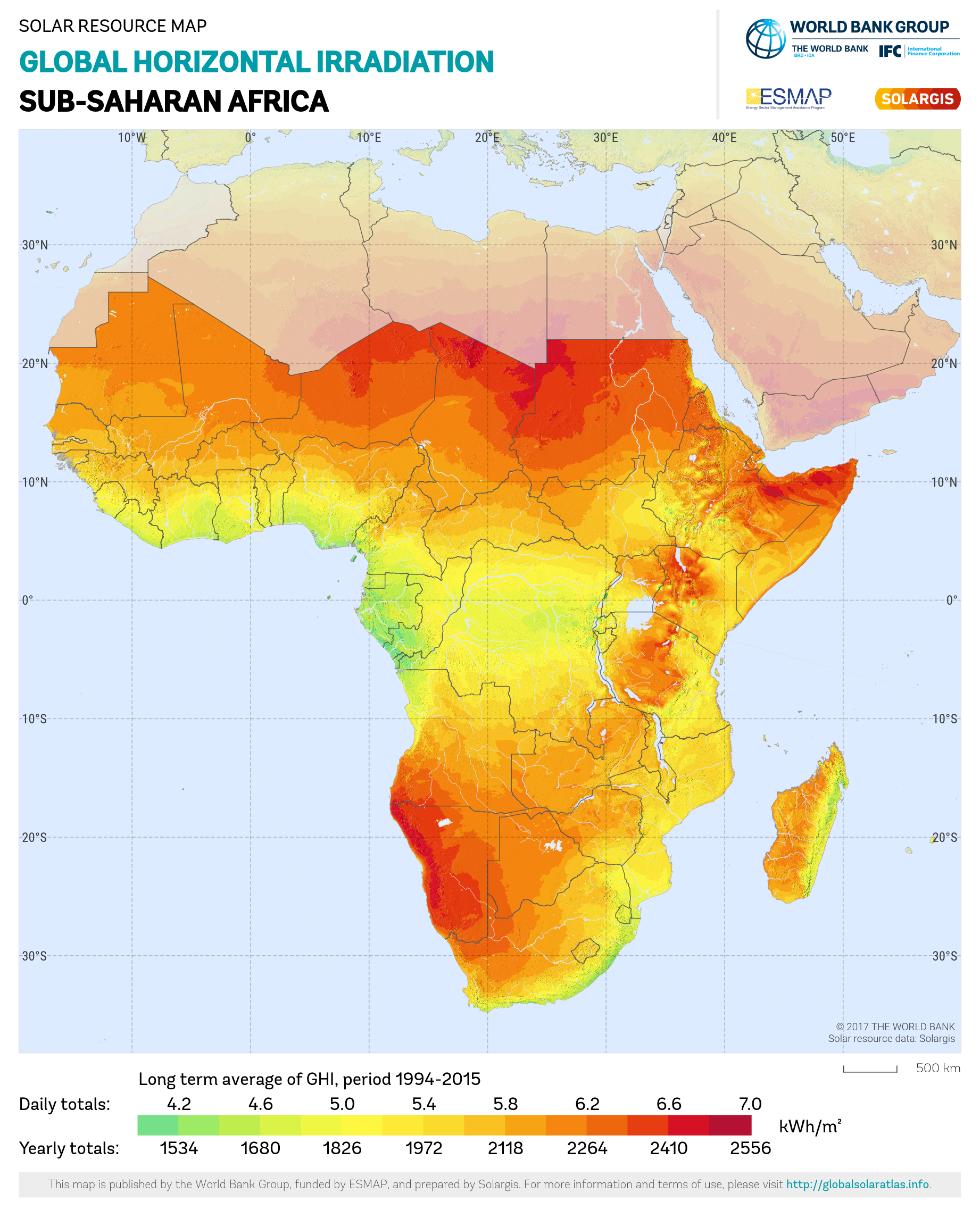
Irradiation globale horizontale en Afrique subsaharienne.

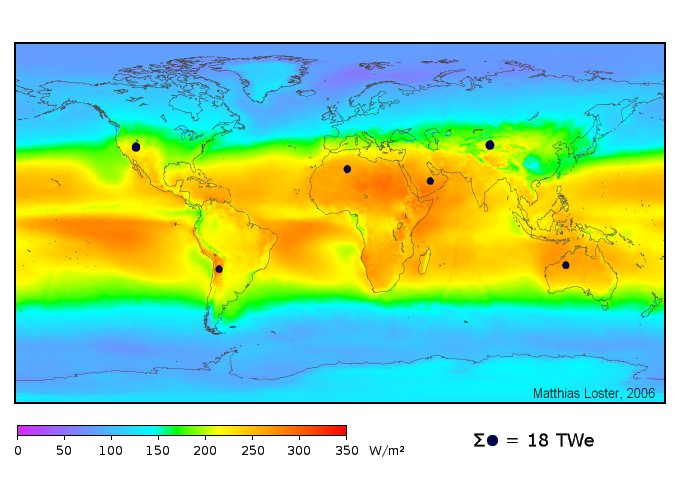
Ressources globales en énergie solaire disponible sur la surface terrestre de 1991 à 1993.

Les sources d'énergies renouvelables sont utilisées dans de nombreux pays africains pour répondre aux besoins énergétiques locaux.
Les pays en développement sont propices à l'application des technologies d'énergies renouvelables. De nombreux pays disposent de petits dispositifs solaires, éoliens et géothermiques qui fournissent de l'énergie aux populations urbaines et rurales. Ces types de production sont utiles dans les régions reculées en raison du coût excessif du transport de l'électricité à partir de grandes centrales électriques.
L'accès à l'énergie est essentiel pour réduire la pauvreté et promouvoir la croissance économique. Les technologies de la communication, l'éducation, l'industrialisation, l'amélioration de l'agriculture et l'expansion des réseaux d'eau municipaux nécessitent tous un accès à une énergie abondante, fiable et rentable.

## Éviter les combustibles fossiles
En investissant dans les solutions énergétiques à long terme offertes par les sources d'énergie alternatives, la plupart des pays africains échapperaient probablement aux problèmes nocifs auxquels les pays développés sont confrontés.
Les combustibles fossiles fournissent une source d'énergie simple et facile à utiliser qui a alimenté l'industrialisation de la plupart des nations modernes, mais les problèmes associés à l'utilisation généralisée de ceux-ci sont nombreux et provoquent à l'échelle mondiale des problèmes politiques, économiques, sanitaires et environnementaux. La crise énergétique latente résulte de la consommation de ces combustibles fossiles à un rythme déraisonnable et la demande mondiale qui augmente constamment, aggrave les problèmes existants.
Un grand nombre de projets sont en cours pour étendre et connecter les réseaux de distribution existants. Cependant trop de problèmes existent pour en faire une option réaliste pour la grande majorité des personnes vivant en Afrique, en particulier pour ceux qui vivent dans des zones rurales.
La production décentralisée qui utilise des systèmes d'énergie renouvelable est la seule solution pratique pour répondre aux besoins d'électrification rurale,. Un mouvement s'amorce vers la décentralisation de l'énergie dans les pays africains, avec la recherche de décentralisation de l'énergie vers des districts, comme celui du Malawi.

## Ressources énergétiques renouvelables
L'hydroélectricité, l'éolien et le solaire sont toutes des énergies naturelles. Pour le solaire, la source semble inépuisable car le soleil émet plus d'énergie en une seconde (3,827 × 10 26 J) que tout ce qui est disponible pour la totalité des combustibles fossiles présents sur terre (3,9 × 10 22 J). Le potentiel de fournir tout notre courant et besoins énergétiques mondiaux est donc possible par ce biais et étant donné que cette source est propre et gratuite, les nations africaines ont la possibilité de protéger leur population, leur environnement et leur développement économique futur en utilisant des sources d'énergie renouvelables. À cette fin, elles ont un certain nombre d'options possibles.

### Ressources solaires

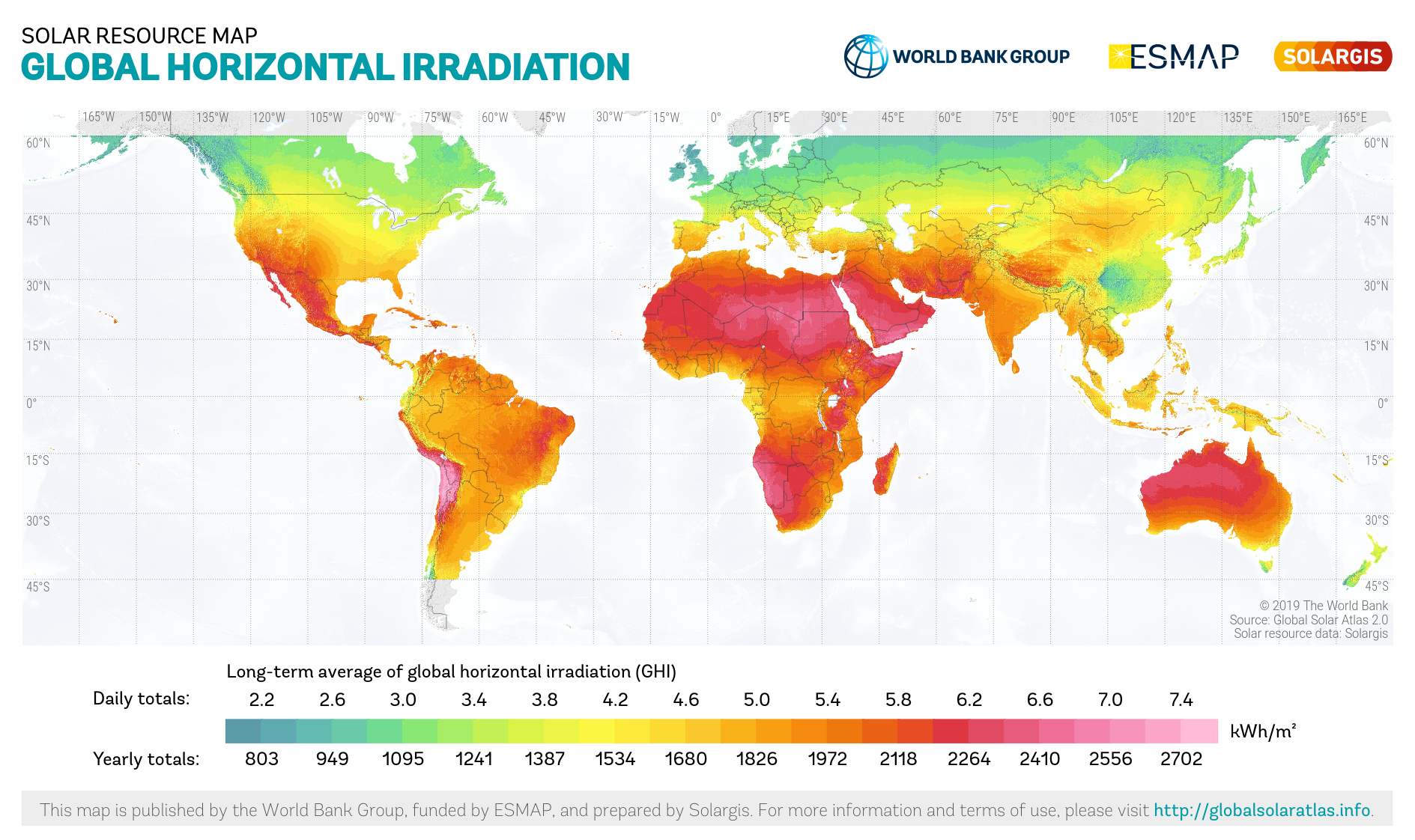
Carte mondiale de l'irradiation horizontale globale solaire.

L'Afrique est le continent le plus ensoleillé de la Terre, d'autant plus qu'il existe de nombreuses zones perpétuellement ensoleillées comme le désert du Sahara.
La répartition des ressources solaires à travers l'Afrique est assez uniforme, avec plus de 85% du continent qui reçoit au moins 2 000 kWh / m² par an. Une étude indique qu'une centrale solaire couvrant seulement 0,3% de la superficie de l'Afrique du Nord pourrait fournir toute l'énergie requise par l'Union européenne.

### Ressources houlomotrices et éoliennes

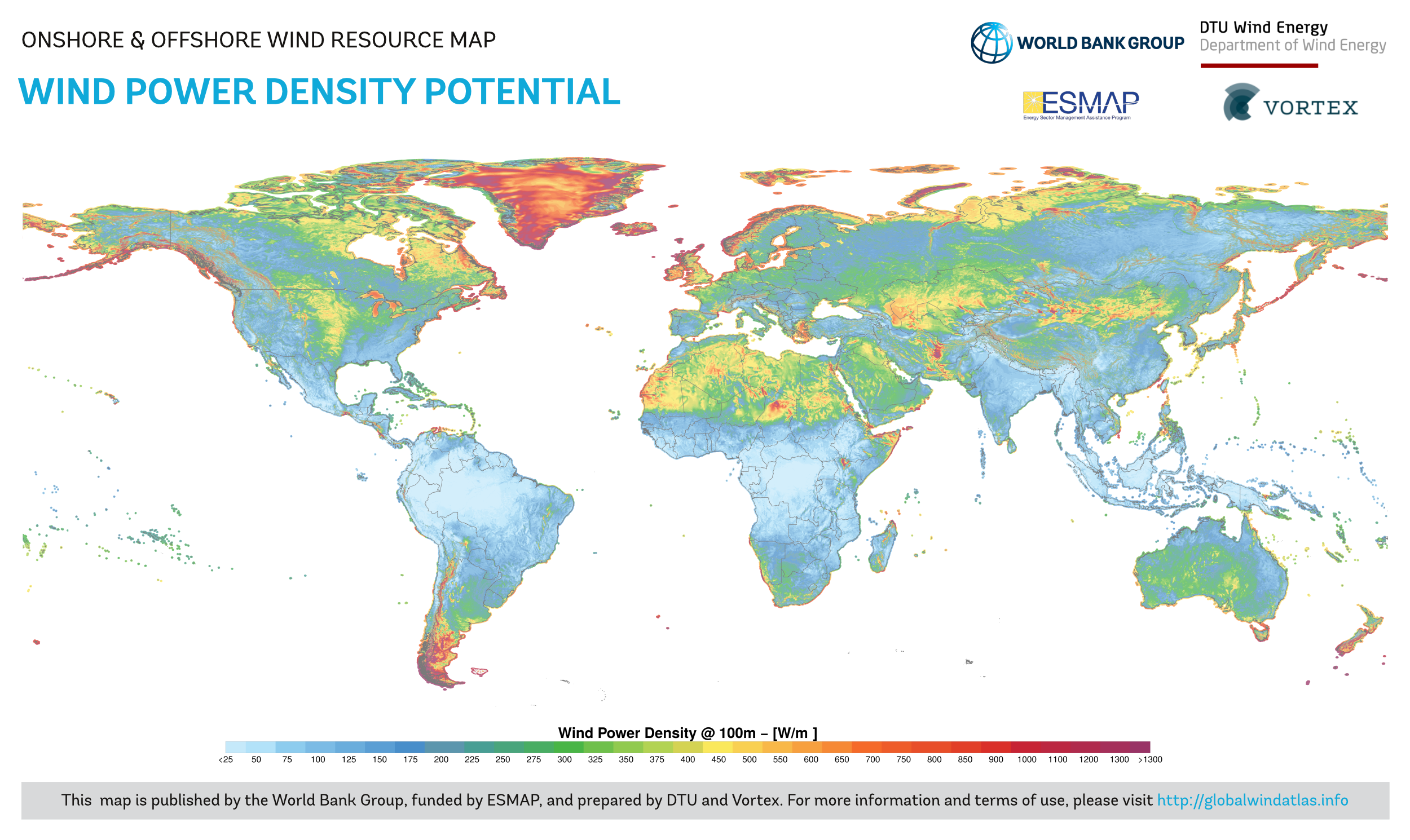
Carte mondiale de la densité d'énergie éolienne.

L'Afrique possède un littoral, où les ressources éoliennes et houlomotrices sont abondantes au nord et au sud. L'énergie géothermique a le potentiel de fournir des quantités considérables d'énergie dans de nombreux pays d'Afrique de l'Est.
Le vent est beaucoup moins bien distribué que les ressources solaires, avec des emplacements optimaux positionnés à proximité d'emplacements côtiers, de chaînes de montagnes et d'autres sites naturels dans le nord et le sud. La disponibilité du vent sur la côte ouest de l'Afrique dépasse 3 750 kW/h et peut s'adapter aux perspectives futures de la demande d'énergie,. L'Afrique centrale dispose de ressources éoliennes inférieures à la moyenne du continent.

### Ressources géothermiques

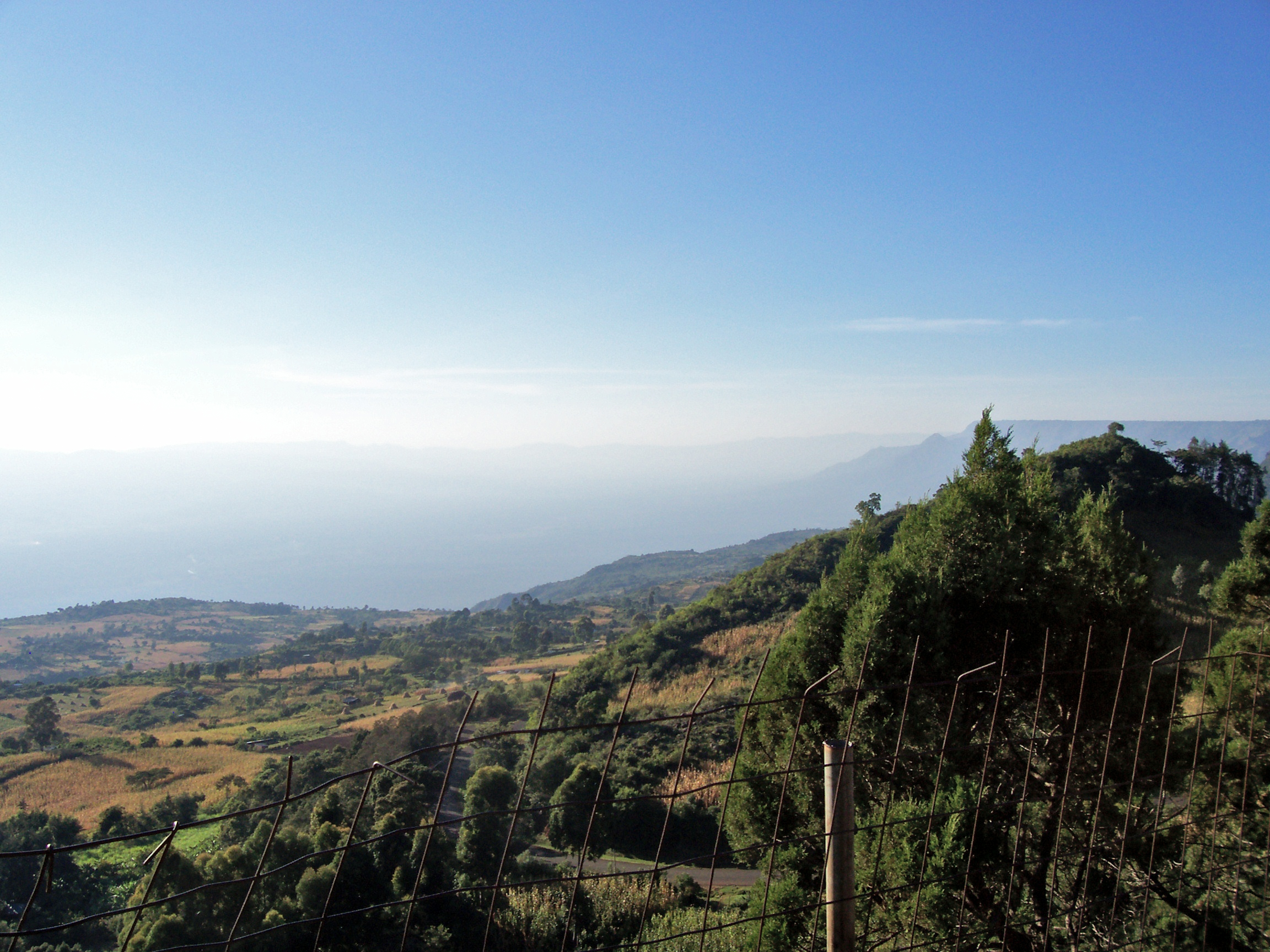
La vallée du Rift près d'Eldoret, Kenya

L'énergie géothermique est concentrée en Afrique de l'Est. Néanmoins, d'autres endroits sur le continent présentent un potentiel géothermique intéressant. Il existe un potentiel pour l'énergie géothermique dans le East African Rift qui s'étend sur 5 900 km et dans des pays d'Afrique de l'Est, dont l'Érythrée, l'Éthiopie, Djibouti, le Kenya, l'Ouganda et la Zambie.

### Biomasse
L'utilisation de combustibles issus de la biomasse met en danger la biodiversité et risque d'endommager ou de détruire davantage le paysage. 86% de l'énergie de la biomasse de l'Afrique est utilisée dans la région subsaharienne, à l'exclusion de l'Afrique du Sud. D'autres formes d'énergie sont disponibles mais ne sont pas exploitées, d'où la nécessité de promouvoir l'efficacité énergétique là où c'est possible.
La combustion de biomasse provoque des maladies respiratoires auxquelles il faut remédier. Néanmoins, compte tenu du différentiel de coût entre la biomasse et les combustibles fossiles, il est plus rentable d'améliorer la technologie utilisée pour brûler la biomasse que d'utiliser des combustibles fossiles.

### Potentiel d'intégration horizontale
L'énergie solaire et éolienne est évolutive. Il existe des systèmes disponibles de moins de 1 watt à plusieurs mégawatts permettant avec un faible investissement l'électrification d'une maison ou d'un village. Il permet également de répondre graduellement et de manière souple aux nouvelles demandes. Les incidents mineurs n'ont que peu d'impact, car si un panneau d'une installation est endommagé, le système continue de fonctionner sans entrave. De la même manière, la défaillance d'une éolienne dans une configuration à plusieurs composantes ne provoque pas la défaillance du système.
Parce que les projets solaires et éoliens produisent de l'électricité là où elle est utilisée, ils fournissent une solution optimale. Simples à installer, faciles à utiliser, faciles à réparer et durables, elles sont suffisamment abondantes pour répondre aux besoins en énergie électrique des populations rurales, dans des zones à faible densité, difficiles à desservir avec les systèmes conventionnels basés sur le réseau.

## Finance
Les panneaux photovoltaïques, les batteries d'éoliennes, les compteurs, les câbles de prises et les connecteurs sont onéreux. Malgré les subventions publiques, l'énergie renouvelable reste chère pour les personnes qui vivent avec moins de 1 USD par jour. Dans les zones économiquement pauvres, les sociétés privées ne se sentent pas concernées dès lors qu'il n'y a pas de profit et les investissements sont réalisés à perte pour des raisons stratégiques.

### Sources de financement
Les pays européens qui consomment du pétrole produit par les pays africains ont la possibilité de subventionner les coûts des systèmes énergétiques alternatifs par le biais de crédits d'échange de droits d'émission. Pour chaque unité de carbone d'origine africaine consommée par le marché européen, un montant de crédit vert ou de crédit carbone est alloué au programme. Les partenaires européens peuvent ainsi fournir des pièces, des composants ou des systèmes, pour un montant équivalent au capital d'investissement, soit des crédits pour financer la distribution de services, des formations ou des équipements d'énergie renouvelable.
Dans le prolongement de la COP 21 à Paris en 2015, les Etats africains ont lancé l'AREI (Africa Renewable Energy Initiative) avec le soutien de nombreux partenaires internationaux, dont l'UE. L’Initiative de l’Afrique sur les Energies Renouvelables a pour objectif de mener l’Afrique vers un futur énergétique alimenté par les énergies renouvelables accessibles à tous. Pour cela, l'AREI se concentre sur la création de solutions intégrées pour relever le double défi que constituent l'accès universel à l'énergie et l’atténuation des changements climatiques.
L'aide internationale visant à réduire la pauvreté pourrait également être réorientée vers la subvention de projets d'énergie renouvelable dont ont besoin les radios, télévisions, téléphones, réseaux informatiques et ordinateurs qui donnant accès aux communications et à l'éducation et qui jouent un rôle majeur dans la réduction de la pauvreté. La fourniture de matériel et de services plutôt que de l'argent évite le détournement de ressources.
Le PNUE a développé un programme de prêts à des taux attractifs afin d'amortir les coûts et inciter les consommateurs à acheter des technologies renouvelables. Le PNUE a financé des programmes en Afrique (Tunisie, Maroc et Kenya) et de nombreux projets dans d'autres pays africains sont en préparation. En Afrique, le PNUE au Ghana, au Kenya et à la Namibie a abouti à l'adoption de projets de plans nationaux de sensibilisation au climat, de publications dans les langues locales, de programmes radiophoniques et de séminaires. PNUE apporte une aide aux entreprises en finançant le démarrage d'entrepreneurs en énergie propre dans les pays d'Afrique de l'Ouest et du Sud.
Le gouvernement de l'Afrique du Sud a mis en place South African Renewables Initiative (SARi) afin d'élaborer un dispositif de financement qui permettrait de développer les énergies renouvelables en Afrique du Sud, grâce à une combinaison de prêts et de dons internationaux connu sous le nom de REIPPP (Renewable Energy Independent Power Producer Program).
Au premier cycle, 19 projets ont été attribués, au deuxième cycle, 28 projets, au troisième cycle, 17 projets et au quatrième cycle, 26 projets. Plus de 6 100 MW ont été alloués avec un total de 194 milliards de rands (16 milliards de dollars) investis dans ce programme. Le financement intégral est assuré par des entités privées et des banques sans aucune subvention gouvernementale.

### Régulateurs du secteur de l'énergie
Le financement des projets d'énergie renouvelable (ER) dépend de la crédibilité des institutions qui mettent en œuvre la politique. Les règles micro politiques établies par les régulateurs sont complémentaires à la politique globale du gouvernement en matière d'énergies renouvelables et dépendent d'une délégation de pouvoir de l'État. Le régulateur du secteur peut être le lien entre le client et le services publics. L'interaction entre plusieurs autorités nécessite une coordination globale des politiques, des incitations et des processus administratifs (licences et les permis). L'élaboration des politiques par les régulateurs est inhérente à leur pouvoir de trancher les cas ou les différends spécifiques. Dans le domaine des énergies renouvelables, les technologies évoluent rapidement autant que les attitudes publiques et politiques. Le régulateur du secteur de l'énergie a un impact sur l'implantation des énergies renouvelables en Afrique.

## Utilisation d'énergie renouvelable

### Énergie solaire

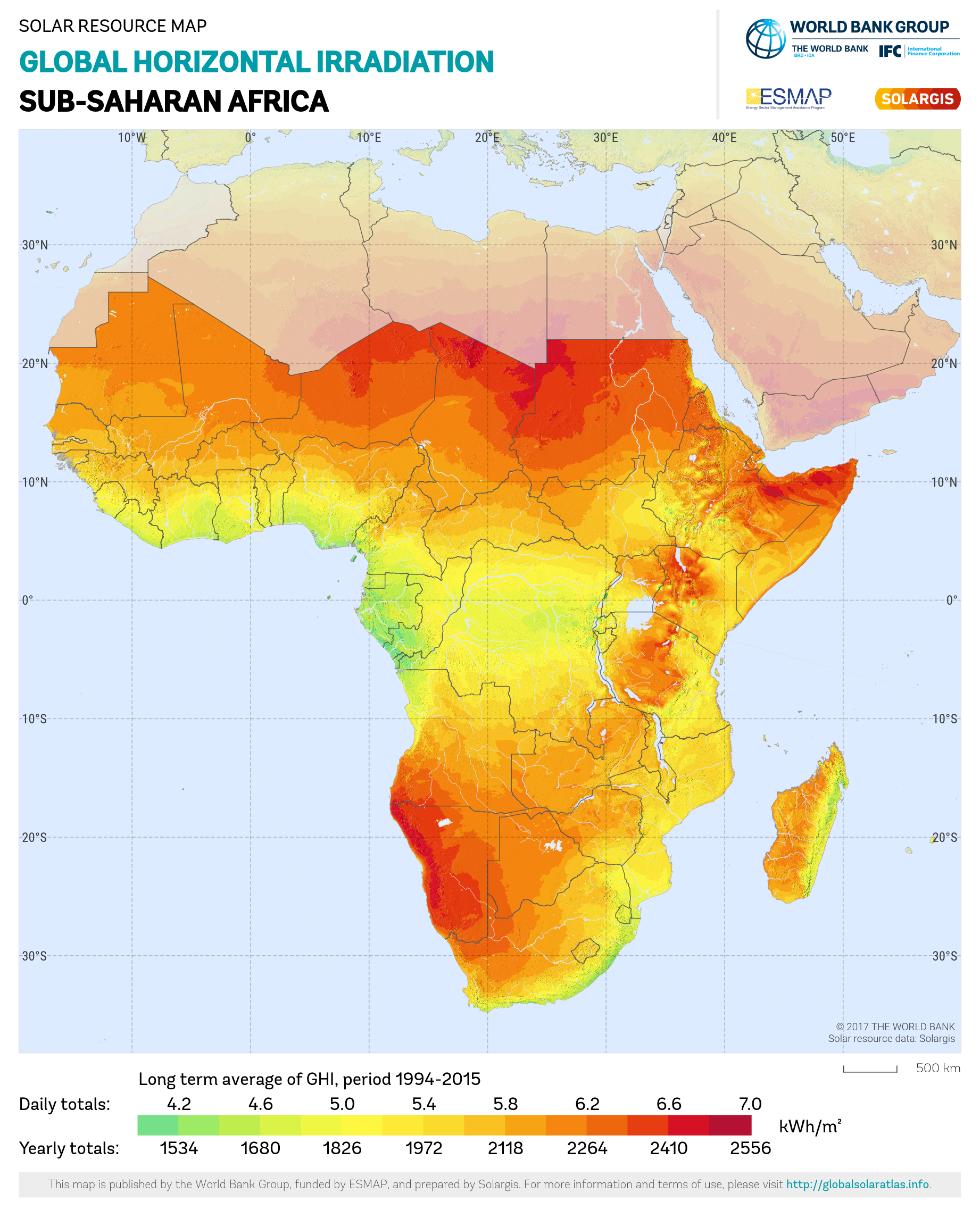
Irradiation horizontale globale en Afrique subsaharienne.

Plusieurs installations d'énergie solaire sont en cours de développement en Afrique, dont l'Afrique du Sud et l'Algérie.
La première ferme solaire à grande échelle en Afrique subsaharienne est la centrale de 8,5 MW de Agahozo-Shalom Youth Villagevillage dans le district de Rwamagana, province orientale du Rwanda. La centrale utilise 28 360 panneaux photovoltaïques et produit 6% de l'approvisionnement électrique total du pays. Le projet est l'aboutissement d'un projet financé par les américains, israéliens, néerlandais, norvégiens, finlandais et britanniques.
Il existe plusieurs exemples de petites centrales solaires raccordées au réseau en Afrique, notamment la centrale photovoltaïque 250 kW Kigali Solaire au Rwanda. Dans le cadre du Programme d'approvisionnement en énergie électrique des producteurs d'énergie renouvelable d'Afrique du Sud, plusieurs projets ont été développés, notamment le projet d'énergie solaire Jasper de 96 MW, le projet PV Lesedi de 75 MW et les 75 MW du Letsatsi PV Project, tous développés par la société américaine SolarReserve et achevés en 2014.
Power Up Gambia, un organisme sans but lucratif opérant en Gambie, utilise la technologie de l'énergie solaire pour alimenter les établissements de santé gambiens, pour l'éclairage, les tests de diagnostic, les traitements et le pompage de l'eau.
Energy For Opportunity (EFO), un organisme sans but lucratif travaillant en Afrique de l'Ouest, utilise l'énergie solaire pour les écoles, les cliniques de santé et les bornes de recharge communautaires, et dispense des cours d'installation photovoltaïque dans les instituts techniques locaux principalement en Sierra Leone. Ses bornes de recharge communautaire à énergie solaire pour fournir de l'électricité aux communautés rurales de la région ont été reconnues comme un modèle innovant,.
Le projet Desertec, soutenu par plusieurs sociétés énergétiques et banques européennes, prévoyait de générer de l'électricité renouvelable dans le désert du Sahara et de la distribuer via un réseau à haute tension vers l'Europe et l'Afrique du Nord. Les ambitions visent à fournir à l'Europe continentale jusqu'à 15% de son électricité. Le projet TuNur livrerait à l'Europe jusqu'à 4,5 GW d'électricité solaire produite dans le désert tunisien.

### Pompage solaire de l'eau
La fourniture d'eau potable est un problème vital pour l'Afrique. Les technologies solaires peuvent aider à atténuer ce problème à un coût minimal en utilisant le pompage de puits à énergie solaire, des châteaux d'eau ou des réservoirs, et un purificateur d'eau à énergie solaire. Ces technologies nécessitent un minimum d'entretien, ont des coûts d'exploitation faibles et, une fois mises en place, contribuent à fournir de l'eau potable et pour l'agriculture. Ces systèmes, filtrant l'eau des puits ou des eaux de ruissellement, pourraient contribuer à l'assainissement et éviter la propagation des maladies d'origine hydrique.
La technologie solaire a un coût de démarrage plus élevé que celui des combustibles fossiles conventionnels. Cet inconvénient est compensé par le faible coût de maintenance et d'exploitation et la possibilité de fonctionner sans carburant.
Les systèmes de pompage et de purification d'eau à énergie solaire ont le potentiel d'aider les Africains ruraux à répondre à l'un de leurs besoins les plus élémentaires.
L'Afrique australe possède son propre réseau de partage d'informations appelé SEARNET, qui informe les agriculteurs des techniques de capture et de stockage des eaux de pluie, certains constatant une augmentation des rendements et des récoltes supplémentaires. Ce réseau d'agriculteurs a permis de mieux gérer les ressources en eau dans les pays du Botswana, d’Éthiopie, du Kenya, du Malawi, du Rwanda, de Tanzanie, d'Ouganda, Zambie et Zimbabwe.

### Énergie éolienne

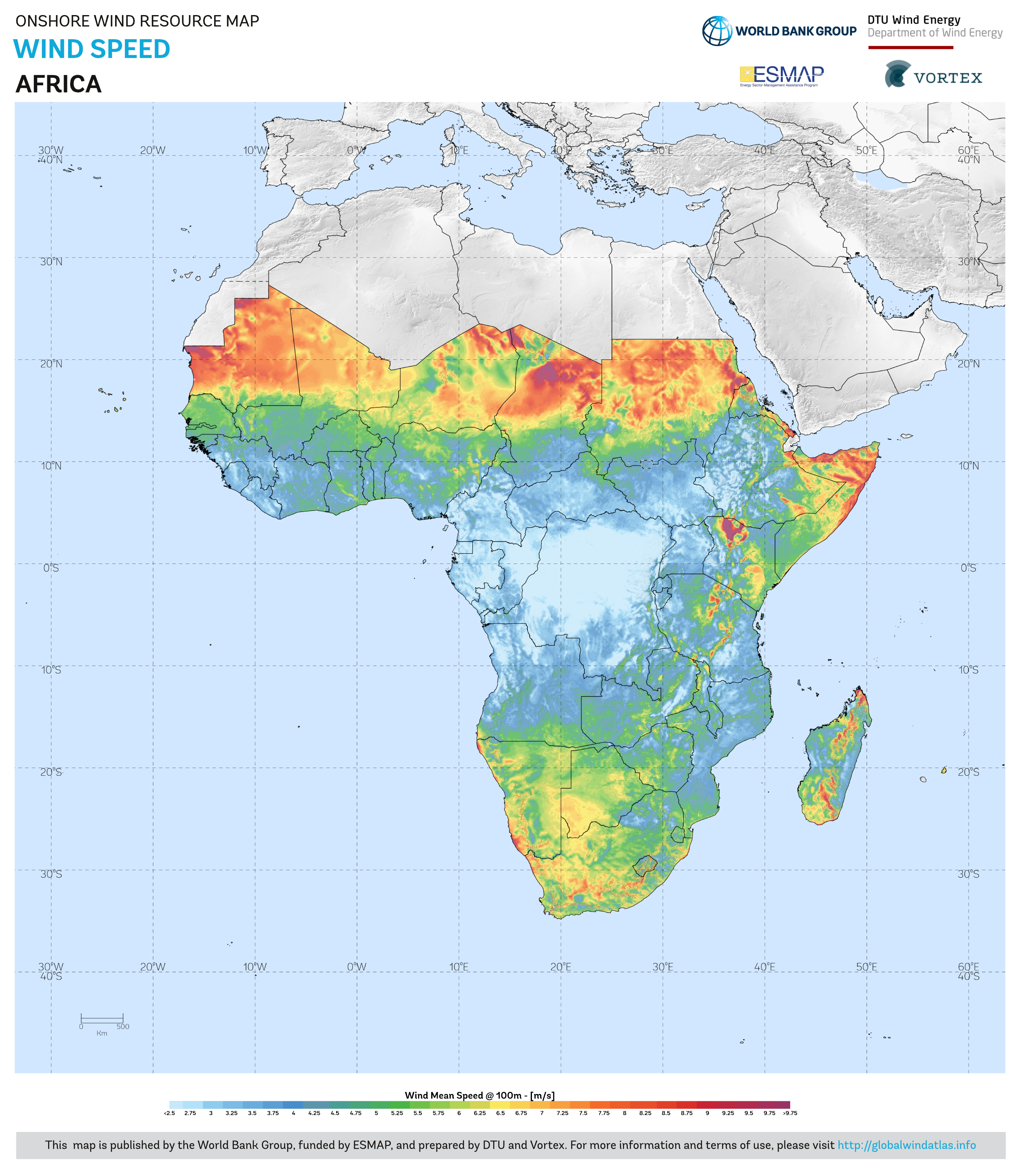
Vitesse du vent en Afrique sub-saharienne.

La ferme de Koudia Al Baida au Maroc, est le plus grand parc éolien du continent. Deux autres parcs éoliens sont en construction à Tanger et Tarfaya.

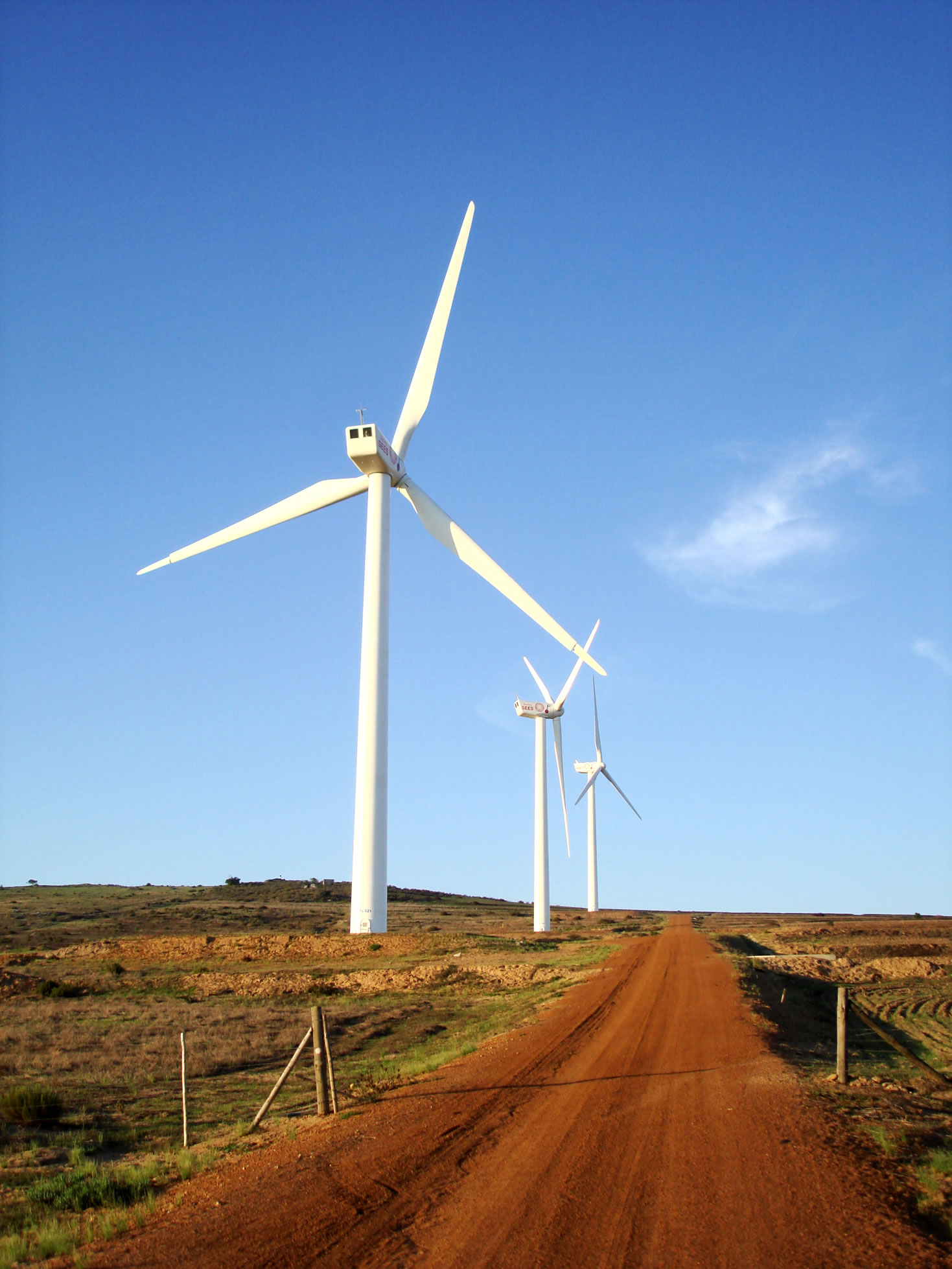
Parc éolien de Darling en Afrique du Sud

Le Kenya construit un parc éolien, le Lake Turkana Wind Power (LTWP), dans le comté de Marsabit. En tant que plus grand parc éolien d'Afrique, le projet augmentera l'approvisionnement électrique national tout en créant des emplois et en réduisant les émissions de gaz à effet de serre. Le LTWP devrait produire à pleine capacité 310 MW d'énergie éolienne,.
En janvier 2009, la première éolienne en Afrique de l'Ouest a été érigée à Batokunku, un village de Gambie. La turbine de 150 kilowatts alimente en électricité le village de 2 000 habitants.
Le REIPPP sud-africain a contribué à la construction de plusieurs parcs éoliens dans les provinces du Cap oriental, du Nord et de l'Ouest. On estime que 10 fermes sont en construction ou en activité, 12 autres étant enterinées lors du 4e cycle du REIPPP.

### Énergie géothermique
Le Kenya a exploité le potentiel géothermique de la Great Rift Valley. Le Kenya contiendrait 10 000 MWe d'énergie géothermique potentielle et possède vingt sites de forage exploitables et trois centrales géothermiques opérationnelles. En 1956, le Kenya est le premier pays d'Afrique à adopter l'énergie géothermique et abrite la plus grande centrale géothermique du continent, Olkaria II, exploitée par Kengen, qui exploite également Olkaria I. Une autre usine, Olkaria III, est détenue et exploitée par des intérêts privés.
L'Éthiopie abrite une seule usine à cycle binaire mais n'utilise pas toute sa production d'énergie potentielle par manque d'expérience dans son fonctionnement. La Zambie a plusieurs sites prévus, mais leurs projets sont au point mort faute de fonds. L'Érythrée, Djibouti et l'Ouganda ont entrepris une exploration préliminaire de sources géothermiques potentielles mais n'ont construit aucun type de centrale électrique.
L'énergie géothermique est utilisée dans des projets agricoles en Afrique. La ferme de fleurs d'Oserian au Kenya utilise plusieurs puits à vapeur abandonnés par Kengen pour maintenir des températures de serre stables. La chaleur peut également être utilisée dans le milieu domestique, ce qui permet de réduire la combustion du bois.

#### Finance
L'exploration et la construction de centrales géothermiques représentent un coût élevé pour les pays pauvres. Le forage de sites coûte à lui seul des millions de dollars et peut entraîner un retour d'investissement nul si le débit de la chaleur et de la vapeur n'est pas fiable. Le retour sur investissement dans l'énergie géothermique n'est pas aussi rapide que celui dans les combustibles fossiles et peut durer des années; cependant, le faible coût d'entretien et la nature renouvelable de l'énergie géothermique procurent plus d'avantages à long terme.
En tant pays précurseur dans l'énergie géothermique, le Kenya bénéficie d'un soutien financier important de la Banque mondiale.

## Voir également
- REN21
- Empreinte carbone
- Jasper Solar Energy Project